# Jubb al-Shami
Jubb al-Shami (tiếng Ả Rập: جب الشامي) là một ấp phía đông của Homs. Theo Cục Thống kê Trung ương (CBS), dân số của nó là 35 vào năm 2004. Người dân sống trong năm hộ gia đình.